# Jessica Blanche Peixotto
Pour les articles homonymes, voir Peixoto.
Jessica Blanche Peixotto, née le 9 octobre 1864 à New York et morte le 19 octobre 1941, est une éducatrice et écrivaine juive-américaine.

## Jeunesse et famille
Jessica Blanche Peixotto naît le 9 octobre 1864 à New York. Elle est la fille de Raphael Levy Maduro Peixotto (1837-1905), un habitant de l'Ohio prospère impliqué dans le commerce avec le Sud, et de Myrtillie Jessica Davis, originaire de Virginie. Elle a quatre frères : Edgar Davis (1867-1925), avocat ; Ernest Clifford (1869-1940), artiste et auteur ; le capitaine Eustace Maduro (1887-1963), directeur des sports scolaires ; et Sidney Salzado (1866-1925), travailleur social (directeur du Columbia Park Boy's Club à San Francisco et directeur et organisateur du All American Boys' Band, un groupe qui fait une tournée mondiale en 1913-1914),.
En 1870, la famille s'installe à San Francisco pour des raisons professionnelles de leur père : il est président de la Congrégation Emanu-El, San Francisco et s'engage dans une carrière commerciale. En 1891, Peixotto s'inscrit à l'université de Californie à Berkeley (UCB), elle obtient un Bachelor of Arts en 1894, et poursuit des études supérieures en sciences politiques et économiques avec un doctorat en 1900, le deuxième délivré à une femme à l'université de Californie. Sa thèse portait sur La Révolution française et le socialisme français moderne (1901).

## Carrière
En 1904, Jessica Blanche Peixotto rejoint la faculté d'UCB et en 1918, elle est la première femme à devenir professeur titulaire (économie sociale) et la première femme à diriger un département à UCB. Elle prend sa retraite en 1935 et reçoit un doctorat honorifique en droit du Mills College en 1935 et de l'université de Californie en 1936,,.
Elle est vice-présidente de l'American Economic Association et siège également de 1912 à 1923 au California State Board of Charities and Correction,.
Pendant la Première Guerre mondiale, elle est présidente exécutive du département de la protection de l'enfance du Comité des femmes du Conseil de la défense nationale et elle est également cheffe du council’s child conservation section.
Elle est également membre du Consumers’ Advisory Board of the National Recovery Administration en 1933.
Elle publie Getting and Spending at the Professional Standard of Living (1927) et Cost of Living Studies. II. How Workers Spend a Living Wage: A Study of the Incomes and Expenditures of Eighty-Two Typographers’ Families in San Francisco (1929). Un recueil d'articles et de commentaires Essays in Social Economics in Honor of Jessica Blanche Peixotto (1935) fournit tous les détails de sa vie et des écrits publiés,,.
Elle est membre du San Francisco Woman's City Club et du Berkeley Women's Faculty Club.

## Vie personnelle
Elle vit à Cloyne Cour, à Berkeley, en Californie.

## Mort
Elle meurt le 19 octobre 1941. La crémation suivie des funérailles sont dirigées par Robert F. Leavens de l'Unitarian Society et par Monroe E. Deutsch, vice-recteur et prévôt de l'université de Californie.